# Liga Brasil Futebol Americano
La Liga de Fútbol de Brasil, o simplemente la Liga BFA, es una asociación de equipos de fútbol brasileños responsables de organizar el Campeonato Brasileño de Fútbol y el Campeonato Brasileño de Fútbol Femenino, bajo los auspicios de la Confederación Brasileña de Fútbol (CBFA) desde 2019.
La organización creó del Campeonato Elite Masculino Brasileño, titulada Liga BFA en 2017 y 2018, pero la división de acceso fue organizada por la Liga Nacional de Futebol Americano (LNFA) junto con la Liga Nordestina de Futebol Americano (LINEFA) en el noreste. LNFA también organizó el Campeonato Femenino Brasileño en 2018, bajo el nombre de Copa de Fútbol Brasileña.
Siguiendo la estructura de temporada de la NFL, la liga cuenta con conferencias y una final de un solo juego, llamada Brazil Bowl. El Cuiabá Arsenal es el primer campeón del Brasil Bowl. El actual campeón es el Galo Futebol Americano.